# Андријано
Андријано (итал. Andriano) је насеље у Италији у округу Болцано, региону Трентино-Јужни Тирол.
Према процени из 2011. у насељу је живело 916 становника. Насеље се налази на надморској висини од 291 м.

## Становништво
Према резултатима пописа становништва 2011. у општини је живело 1.035 становника.
| 1931. | 1936. | 1951. | 1961. | 1971. | 1981. | 1991. | 2001. | 2011. |
| ----- | ----- | ----- | ----- | ----- | ----- | ----- | ----- | ----- |
| 454   | 480   | 505   | 495   | 602   | 644   | 758   | 18    | 1.035 |